# Cecilia Laschi
Cecilia Laschi (Piombino, 6 d'octubre de 1968) és una docent i roboticista italiana. Pionera en el camp de la robòtica tova, ensenya a l'Institut de biorobòtica de la Scuola Superiore Sant'Anna a Pisa i ha estat la coordinadora del projecte integrador europeu ICT-FET OCTOPUS, que va crear un dels primers robots tous. També coordina l'Acció oberta de coordinació europea sobre robòtica tova. Se situava entre les 15 dones més influents d'Itàlia al DigiWomen 2018.
Tot i que nasqué a Piombino, va créixer a Follonica. Va estudiar informàtica a la Universitat de Pisa i es va graduar el 1993. Després es dirigí cap a la robòtica a la Universitat de Gènova on va presentar la seva tesi el 1998. El 2005 va començar a treballar amb la biòloga marina Barbara Mazzolai, i posteriorment va nàixer la idea de l'"Octopus", el primer robot sense estructura rígida.